# Carl G. Dahl
Carl Georg Valdemar Dahl, conocido como Carl G. Dahl, (nacido el 17 de junio de 1875 en Ekshärad, murió el 26 de noviembre de 1959 en Hjo) fue un jardinero y pomólogo sueco. Era primo de Gustaf Dahl y sirviente de Viking Dahl.

## Biografía
Carl G. Dahl se convirtió en candidato a filosofía en Uppsala en 1901 y fue director de la escuela de jardinería de Adelsnäs entre 1903 y 1910, luego director de la escuela de jardinería en Alnarp entre 1910 y 1940.
Para estudios de jardinería práctica, Dahl realizó varios viajes dentro y fuera del país a Alemania, Bélgica, Suiza, Reino Unido, Estados Unidos y Canadá. 
Publicó una serie de obras, principalmente manuales de horticultura y pomología . Entre estos, el manual Pomologi (1929) es particularmente notable.
Dahl fue elegido en 1925 como miembro de la Academia Agrícola y en 1940 recibió el título de profesor. También fue empleado de la enciclopedia sueca bajo la firma CGD.
A partir de 1911 estuvo casado con Else Törnmarck (1882-1964) y fue padre del geógrafo Sven Dahl, suegro del genetista Gösta von Rosen y abuelo del lingüista Östen Dahl,  y de la antropóloga social Gudrun Dahl.
Dahl legó su extensa colección de libros pomológicos (110 metros de estantería) con publicaciones de 1538 a 1959, la "Colección Dahl" a la Biblioteca Universitaria de la Universidad de Gotemburgo. Aquí se puede encontrar de todo, desde folletos y estampados especiales hasta casi todos los clásicos de Pomología.
La colección de cartas de Dahl de los años 1901-1959 (2 metros de estantería) se encuentra en los Archivos Nacionales de Lund.

## Publicaciones seleccionadas
- «Fruktodling i Nordamerika» - Fruticultura en América del Norte, 1908.
- «Undersökningar rörande tiderna för fruktträdens blomning under åren 1910–1912» - Investigaciones sobre las épocas de floración de los árboles frutales durante los años 1910-1912, (junto con Nils Sonesson, 1913).
- «Lista öfver fruktsorter lämpliga för odling inom olika delar av landet» - Lista de variedades de frutas aptas para el cultivo en diferentes partes del país, 1913.
- «Handledning i besprutning af fruktträd och bärbuskar» - Guía para fumigar árboles frutales y arbustos de bayas, 1913.
- «Försök i trädgården» - Intentos en el jardín, 1913.
- «Redogörelse för besprutningsförsök med arsenikgifter, företagna våren 1914, och redogörelse för försök med plantering av fruktträd» - Informe sobre experimentos de rociado con venenos de arsénico, realizados en la primavera de 1914, e informe sobre experimentos con plantación de árboles frutales, (junto con Nils Sonesson, 1914).
- «Om gödslingen i våra trädgårdar» - Sobre la fertilización en nuestros jardines, 1914.
- «Om jordgubbar» - Sobre fresas, 1915.
- «Den mindre jordbrukarens trädgård» - El jardín del pequeño granjero, 1915.
- «Fruktodling» - Fruticultura, 1917.
- «Fruktens behandling vid skörd och förvaring» - Tratamiento de frutas en la cosecha y almacenamiento, 1917.
- «Handledning i beskärning af fruktträd » - Guía para la poda de árboles frutales, 1920.
- «Matrikel över Alnarps trädgårdsmannaförbund 1922 jämte historik över Alnarps trädgårdar och trädgårdsskola» - Catastro de la asociación de jardineros de Alnarp 1922 e historia de los jardines y la escuela de jardinería de Alnarp, 1923.
- «Chilesalpetern i trädgårdsodlingens tjänst» - Alpaca chilena al servicio de la horticultura, 1923.
- «Fruktens behandling vid skörd och förvaring» - Tratamiento de frutas en la cosecha y almacenamiento, 1924.
- «Hemmets trädgård» - Jardín de la Casa, (con John Gréen, 1925).
- «Om pomologier och pomologer» - Sobre pomologías y pomólogos, 1926.
- «Pomologi» - Pomología, 1929.
- «Svenska trädgårdskonsten sådan den till våra dagar bevarats i anläggningar vid slott och herrgårdar» - El arte de los jardines suecos tal como se conserva hasta el día de hoy en las instalaciones de castillos y mansiones, (1-2, 1930–1931)
- «Morphological Studies of Plum Flowers» - Estudios morfológicos de flores de ciruelo, 1935.
- «Pomologi» - Pomología, (1-2, 1943)
- «Blommor och grönt till snitt, dekoration och binderi» - Flores y verduras para cortar, decorar y encuadernar, 1943.
- «Trädgårdskonst» - Arte en el Jardín, (ed., Junto con Gregor Paulsson y Erik Bülow-Hübe , 1, 1947)